# Mesoleptus coarctatus
Mesoleptus coarctatus är en stekelart som först beskrevs av Johann Ludwig Christian Gravenhorst 1829.  Mesoleptus coarctatus ingår i släktet Mesoleptus och familjen brokparasitsteklar. Inga underarter finns listade i Catalogue of Life.